# أعجوبة البحر
أعجوبة البحر أو الطربون (الاسم العلمي: Terapon)، جنس أسماك بحرية من فصيلة أعجوبيات البحر.

## الأنواع
هناك ثلاثة أنواع في جنس أعجوبة البحر:
- سمكة برعم يوهان كريستيان فابريكيوس, 1775 (Jarbua terapon)
- Terapon puta جورج كوفييه, 1829 (Small-scaled terapon)
- Terapon theraps Cuvier, 1829 (Largescaled terapon)